# Caso Paco Sanz
El caso Paco Sanz es un caso protagonizado por Francisco José Sanz González de Martos (Valencia, España; 17 de septiembre de 1970), conocido como Paco Sanz, condenado por estafa que obtuvo grandes cantidades de dinero entre 2009 y marzo de 2017 al pedir donaciones tras declarar que estaba al borde de la muerte a causa del síndrome de Cowden.

## Trasfondo
Francisco José Sanz fue vigilante de seguridad hasta que se le diagnosticó el síndrome de Cowden en 2008. Anteriormente, había regentado una armería propiedad de su familia, especializada en el tiro deportivo. Su padre, Francisco Sanz Cancio, llegó a participar en los Juegos Olímpicos de Barcelona 1992, y fue el presidente de la Federación de Tiro de la Comunidad Valenciana (Fedtiroval) hasta 2018.
Sanz obtuvo notoriedad pública al aparecer en el programa de televisión Gente, donde relató tener una enfermedad rara y no tener cobertura del sistema público de salud. Posteriormente realizó durante años entrevistas a medios de comunicación como Radiotelevisión Española o 20 minutos, y consiguió convencer de su drama a actores y periodistas como Santiago Segura, Dani Mateo, Santi Rodríguez, José Mota, Carlos Herrera, Isabel Gemio o a youtubers como AuronPlay.

## Enfermedad y estafa
El síndrome de Cowden que indicaba padecer estaba efectivamente diagnosticado por los servicios médicos del departamento de dermatología del hospital de La Fe, en Valencia. Esta es una enfermedad caracterizada por la aparición en diferentes órganos de una serie de tumores benignos (hamartomas). Pero en su caso particular no estaba en una fase avanzada o peligrosa y, al detectarse a tiempo, tenía tratamiento y cerca de su domicilio, en el hospital de La Fe de Valencia.
Sin embargo, relataba todo lo contrario y actuaba de manera dramática en actos altruistas, en televisión, prensa o internet. Afirmaba que su rara enfermedad estaba en un estado terminal o final, que se encontraba desesperado y que sufría fuertes dolores que le impedían llevar una vida normal y que necesitaba una gran cantidad de dinero para pagar costosos tratamientos altamente experimentales en los Estados Unidos que podrían, quizá, salvar su vida. Contaba con la colaboración de sus padres y su excompañera sentimental, Lucía, una joven de diecinueve años de Sevilla, que aparecía en decenas de vídeos publicados en internet. De este modo y con este modus vivendi, aseguró varias veces que estaba empeorando y que en corto plazo de tiempo, iba a morir.
Aprovechando su cobertura mediática Sanz logró organizar una gran cantidad de actividades para recaudar dinero, como entrevistas de televisión, una página en Facebook, un sitio web (ayudapacosanz.com), un canal de YouTube, una ONG llamada Asociación Paco Sanz para la Investigación del Síndrome Cowden en España o publicando un libro titulado Paco Sanz; una vida de sueños, una vida de lucha. Usaba su imagen sin pelo para provocar sentimientos de lástima, a pesar de que su alopecia no era producto de ninguna quimioterapia. Los contactos de su padre, como presidente de la Federación de Tiro de la Comunidad Valenciana, le ayudaron también a organizar varios actos para recaudar dinero y una parte del dinero lo empleó en comprar armas.
Gracias a la colaboración de la embajada de Estados Unidos en España se tuvo conocimiento de que el investigado había viajado hasta en once ocasiones a los Estados Unidos, entre 2010 y 2012. Allí se sometió solo a un ensayo clínico gratuito, además de realizar una de las entradas por Miami a bordo de un crucero de lujo. La gran mayoría del dinero recaudado se gastó durante años en viajes de turismo y objetos de lujo.

## Detención y escándalo público
En 2013, el periodista Alfred Salud comenzó a investigar al presunto estafador, reunió pruebas y testimonios durante cinco años, entre ellos los médicos que trataron a Paco Sanz, oncólogos y dermatólogos del hospital de La Fe en Valencia, y en enero de 2017 facilitó la investigación al periodista Albert Castillón, por aquel entonces colaborador del programa Espejo público de Antena 3. Después de hablar con él, Alfred Salud se puso en contacto con el escritor y editor Alejandro Ruiz, que formalizó la denuncia en la madrileña comisaría de Puente de Vallecas, y con María Miñana, reportera de Espejo público, que se entrevistó con el denunciante. 
Finalmente, el 8 de marzo de 2017 la policía nacional procedió a detener a Paco Sanz en su domicilio de la localidad valenciana de Puebla de Vallbona. También fueron detenidos sus padres. El 10 de marzo, el padre se mostró indignado por las «falsedades» de los medios de comunicación y declaró que «claro que mi hijo está enfermo y creo en su inocencia». Ese mismo día, Alejandro Ruiz intervino en Cadena Cope analizando los detalles del fraude. El 13 de marzo, Salud presentó en exclusiva para el programa La mañana, de María Casado, imágenes donde se apreciaba a Sanz burlándose de sus seguidores y donantes; también se facilitaron fotografías de sus viajes y objetos de lujo presuntamente adquiridos con el dinero de las donaciones.
Tras doce días en prisión, desde el 23 de marzo de 2018, el juez dejó en libertad provisional a Sanz al no apreciar riesgo de destrucción de pruebas, mientras se encontraba en espera de juicio. El ministerio fiscal presentó cargos contra Sanz y sus colaboradores por los delitos de estafa, apropiación indebida y blanqueo de capitales, con más de catorce mil personas afectadas.
En febrero de 2021 y tras llegar a un acuerdo con la Fiscalía, la Audiencia Provincial de Madrid le condenó a dos años de prisión y la devolución de 36 918 euros a veinte estafados, así como una multa de 2911 euros. Su expareja también debía abonar 911 euros.

## Presencia de Paco Sanz en jaqueos
Los canales de YouTube de Travis Scott, Justin Bieber, Eminem, Daddy Yankee y otros artistas fueron pirateados con vídeos de Paco Sanz, publicando en cada uno de ellos un vídeo personalizado donde aparece tocando la guitarra. Este fenómeno es considerado un caso de quince minutos de fama.

## Libros
En octubre de 2017, siete meses después de la detención del estafador, Alejandro Ruiz publicó Así cayó Paco Sanz, un libro cuyos beneficios están destinados a la Federación Española de Enfermedades Raras, entidad que colaboró con el autor y con la policía para destapar el caso. 
Previamente, entre 2014 y 2015, Ruiz trabajó en la edición del libro Paco Sanz. Una vida de sueños, una vida de lucha. Se trató de un proyecto que Ruiz, cuando aún era víctima, propuso a Sanz para recaudar fondos y así poder salvar su vida visitando Estados Unidos y sometiéndose al tratamiento clínico que Sanz decía necesitar. La publicación fue escrita por el rapero Miguel Abad, alias Driak, AuronPlay escribió el prólogo, Pedro García Aguado el epílogo y Alejandro Ruiz se encargó de toda la edición. El proyecto se abandonó en los primeros meses de 2015.